# Pseudocercospora abelmoschi
Pseudocercospora abelmoschi är en svampart som först beskrevs av Ellis & Everh., och fick sitt nu gällande namn av Deighton 1976. Pseudocercospora abelmoschi ingår i släktet Pseudocercospora och familjen Mycosphaerellaceae.   Inga underarter finns listade i Catalogue of Life.